# Тинне
Ти́нне — село в Україні, у Немовицькій сільській громаді Сарненського району Рівненської області. Населення — 4282 особи.

## Географія
Селом протікають річки Случ та Полична.

## Історія

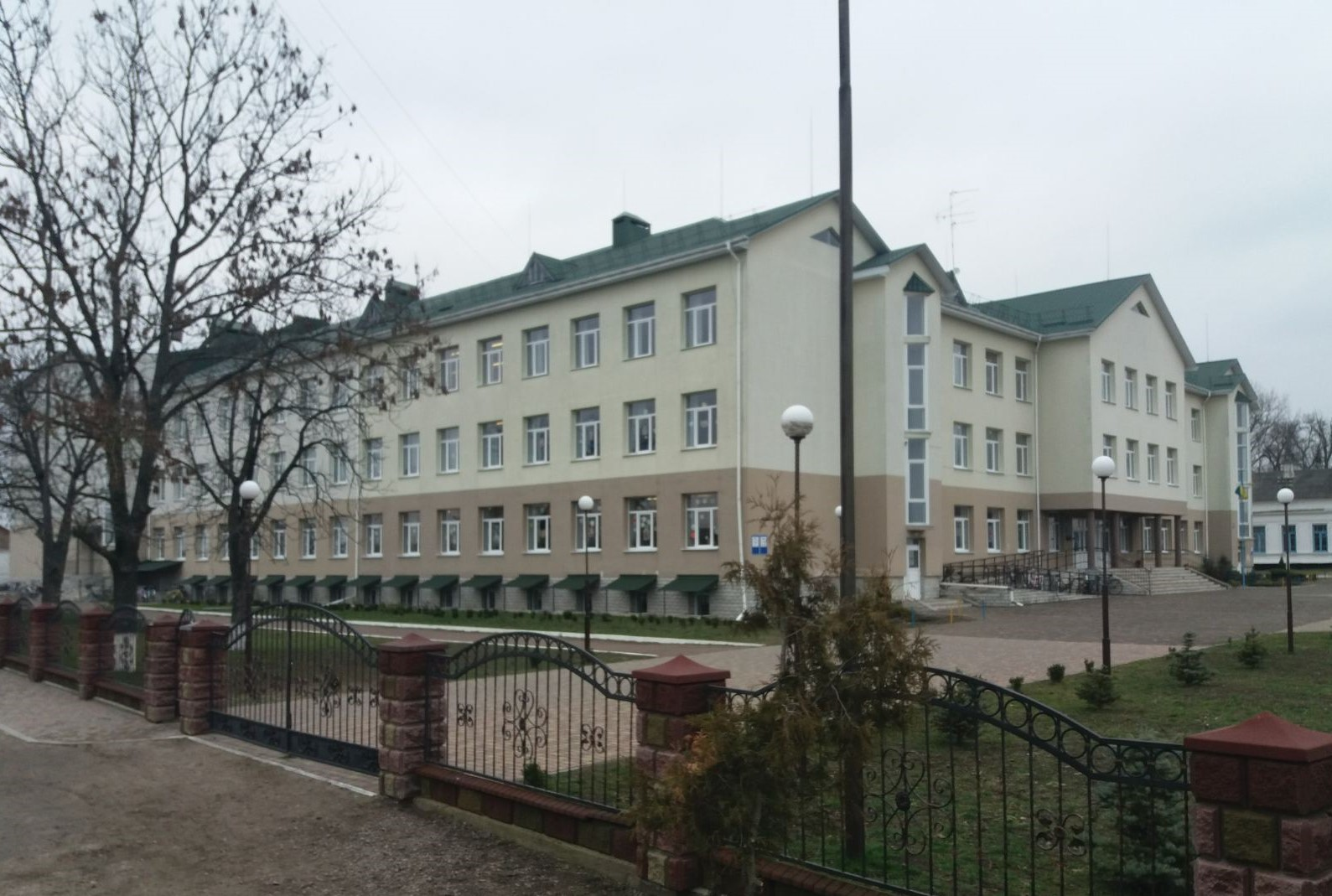
Тинненська ЗОШ І-ІІІ ступенів. Будівництво 2007—2017 рр.

Про те, що поселення людей тут були ще у сиву давнину свідчать крем'яні знаряддя праці, знайдені місцевими жителями поблизу р. Случ. З покоління в покоління переказують розповідь про те, що люди, які тут жили в часи монголо-татарських набігів, рятуючись від нападників, періодично переховувались в болотистій місцевості — урочищі «Брище», оскільки кочівники не знали орієнтування у лісистій місцевості. Саме там перебували деякий час: ловили рибу, збирали ягоди і плели собі вбрання зі стебел кропиви. Але, за правилом архівістики, роком заснування населеного пункту вважається той рік, який вперше зафіксований у писемних джерелах. Отож, за даними одного з томів «Архіву Південно-Західної Росії» (кін ХІХ століття) Тинне, що в Сарненському районі вперше згадується під 1649 роком. Цей факт підтвердив і голова Рівненського обласного краєзнавчого товариства [Архівовано 5 березня 2020 у Wayback Machine.] — Іван Пащук.

#### Тинне в період існуванняКозацької держави
1649 року — перша писемна документальна згадка про село Тинне. У документах Визвольної війни українського народу під проводом гетьмана Богдана Хмельницького у 1648—1654 рр. проти польських поневолювачів написано, що тут діяли селянські повстанські загони.
26 червня 1660 року козацькі загони розгромили під Тинним коронні польські війська і відігнали їх аж до Олицького замку. Селяни з покоління в покоління переказували, що поле, де проходила битва було укрите тілами загиблих козаків та поляків. З того часу і до сьогодні місце бою називається «Урочище Криваха».
1754 року за кошти парафіян побудовано першу дерев'яну церкву св. мучениці Параскеви. У селі налічувалося 86 будинків, проживало 715 мешканців православної і 26 — католицької віри, 6 — євангелістів і 50 євреїв.

#### Тинне в період панування Російської імперії
1797 року російська цариця Катерина ІІ подарувала село із його околицями у володіння генерала Капонічина.
Станом на 1859 рік, Тинне було власницьким селом, тут діяла дерев'яна православна церква та винокунийр завод.
1889 року не маючи вигоди, селяни продали землі поміщику Яновському, а той перепродав Давидовському. Зафіксовані хутори Ставки, Заріка, Забара, Мокриця, фільварок Бердуха. З села щорічно відправлялися по річці Случ до 100 суден і плотів з різними товарами. 1897 року в селі проживало 1136 чоловік, з них 1026 православних. У 1904—1905 роках розповсюджувалися листівки і відозви Російської соціал-демократичної робітничої партії (РСДРП), які привозилися із Сарненського залізничного вузла і підприємств.
У 1906 році село Немовицької волості Рівненського повіту Волинської губернії. Відстань від повітового міста 90 верст, від волості 15. Дворів 163, мешканців 1213.

#### Тинне в період Першої Світової війни та Визвольних змагань 1917-1921 р.
У 1914—1918 роках село перебувало у вирі Першої світової війни. У 1917—1920 роках під час Визвольних змагань у селі кілька разів змінювалась влада.
У березні 1921 року польсько-радянська війна закінчилася Ризьким мирним договором, за яким край був окупований Польщею. Тинне було під владою Польщі до вересня 1939 року.

#### Міжвоєнний період
1921 року у 260 будинках проживало 1542 людей. 1923 року селянський загін із 40 чоловік розгромив поміщицький маєток. 1928 року заснована община церкви Церква Християн Віри Євангельської-п'ятидесятників.
1930 року, серпень — 18 селян, серед яких були брати Денис і Степан Самойлики, Степан Гудима, Панас Онисковець, подали заяву в суд на місцевого поміщика Іполита Младзяновського, який забрав у них із клунь усі снопи, залишивши їх без шматка хліба. Суд не підтримав їх і дії власника визнав правомірними
1930 року у Тинному розпочинається будівництво військової оборонної лінії. Адже після Першої світової війни, щоб відгородитися від «комуністичної лихоманки» Польща з допомогою країн Малої Антанти розпочала у 1930 році градіозне оборонне будівництво вартістю 1 млрд доларів. Будівництво мали здійснювати послідовно на відрізках армій  «Полісся» Тинне належало до укріпрайону «Сарни», що дорівнювало протяжності  170 км (358 укріплень). На ділянці «Тинне» по проекту нараховувалося 29 споруд, з 6 гарматами, 61 станковими кулеметами і 27 ручними протяжністю14 км та укріплених 26 бастіонів.
У 1928—1935 роках настоятелем православного храму в Тинному був Олександр Білецький,  – в минулому — старшина — хорунжий 4-го кінного полку 4-ї Київської дивізії Армії УНР, у роки війни член УПА-Північ на Волині. До 1942 року в Тинному священиком був Геннадій (Григорій) Шиприкевич.
1939 року у селі було 7955 гектарів поміщицьких земель на чотири двори, а селянських — 3557 гектарів на 410 дворів і 16 гектарів церковних.

#### Тинне в період Другої Світової війни
У вересні 1939 року Тинне зазнало ІІ світової війни на самому її початку. В рамках таємного протоколу Пакту Молотова-Рібентропа 1939 р. про поділ Польщі 17 вересня радянські війська без оголошення війни перейшли польський кордон. У сторону Сарн рухалася 60-та стрілецька дивізія у складі 3 піхотних полків, 2 артилерійських, батальйону з 28 легких танків та саперного батальйону. Лише невелика ділянка біля села Тинне (Сарненського району) була знову зайнята 4 ротою фортечного батальйону «Сарни».
19-21 вересня 1939 року Тинне і «Bastion Polesie» — Володимир-Волинський укріпрайон «Лінії Молотова» [Архівовано 6 вересня 2019 у Wayback Machine.]
19 вересня 1939 року після флангових атак 60 стрілецької дивізії 15 корпусу, які тривали протягом трьох годин, та донесень розвідки стало зрозуміло, що Червона армія має намір взяти в кільце полк КОП 138 «Сарни». Близько 14 год 00 хв підполковник Н. Сулік наказав усім розпочати відхід у район Перекалє — Кухоцька-Воля. Четверта фортечна рота капітана Е. Маркевича у Тинному отримала завдання прикрити відступ, а потім відірватися від противника і з'єднатися з групою КОП генерала В. Орліка-Рюкераман та полком КОП «Сарни».
19 вересня 1939 року розпочалися польсько-радянська війна за західноукраїнські землі.  Оборонна лінія була подолана за 5 годин. Основні сили 60-ї дивізії рушили далі на Сарни, а для ліквідації окремих місць опору був залишений один стрілецький полк і кілька танків. У боях застосовувалися танкові вогнемети, спротив продовжувався до 21 вересня. 21 вересня 1939 року Тинне було окуповане військами Червоної армії.
1939 року запрацювала початкова школа. У травні 1941 року засновано колгосп ім. XVIII партконференції до якого увійшло 53 сім'ї із 219 гектарами землі. 6 липня 1941 року Тинне було окуповане німецько-нацистськими військами. У нещодавно покинутому панському маєтку оселився німецький майор, якого знищив місцевий загін повстанців.
З жовтня 1942 року до січня 1943 року діяв перший вишкільний табір старшин, для боївок ОУН(б), під назвою «Холодний Яр» в батьківському обійсті Степана Сидоровича Бакунця (Олександра Шмалюха), вояка УПА, псевдо «Грушка», «Качан».
1942 року, серпень — в село, в маєток повернулася дочка поміщика з чоловіком, яка вийшла заміж за німця. Пробули вони там лише одну ніч, оскільки їм спокою не давали місцеві повстанці. Наступного дня вони повернулися в окуповану фашистами Польщу.
У 1941—1945 роках в селі діяли сотні УПА «Коробочки», «Хмари», «Рубайла» під загальним командуванням «Яреми» — Никона Юхимовича Жука, уродженця села Немовичі, — відомого тисячника УПА, який керував штабом у 1943—1945 роках у Тинному. Також у загонах «Поліської Січі» під загальним командуванням Тараса Бульби-Боровця. Повстанці не мирилися з розвідувально-диверсійним загоном НКДБ СРСР «Переможці» Д. Мєдвєдєва, що в березні 1943 року отаборився поблизу села Рудня — Бобруйська, що не далеко від Тинного.
У ніч з 6 на 7 березня 1943 року повстанці взяли участь у бою проти радянських партизанів, який відбувся в околицях с. Богуші Березнівського сусіднього району. За даними Петра Мірчука («УПА 1942—1952рр»), втрати УПА становили 65 повстанців, у такій самій кількості більшовицький відділ. Із зізнань полонених більшовиків, по ворожій стороні було 16 вбитих і 8 ранених. Наші втрати: 2 вбитих і 4 ранених". В даному бою був тяжко ранений 17-річний повстанець родом з Немович — на псевдо «Синок». Його виходжували у сім'ї місцевих жителів, але, на жаль, він не вижив, захоронений в Тинному.
Повстанці, що діяли на теренах села та його жителі взяли участь у боях в складі групи «УПА-Північ»:
- 14 червня 1943 — бій повстанців з сильним загоном більшовицьких партизан-парашутистів між селами Карпилівка і Ленчин. Більшовицький загін в запеклому бою розгромлено, на полі бою залишили більшовики 6 вбитих і 36 ранених своїх бійців. Повстанці здобули у ворожому таборі канцелярію, багато зброї, муніції та награбоване в довколишніх селян майно. В канцелярії було багато цінних документів про плани більшовицьких парашутистів щодо боротьби проти визвольних змагань українського народу.
- У ніч з 23 на 24 червня 1943 — бій між Немовичами й Малинськом; на залізничному шляху Рівне-Сарни звели дві сотні УПА[14] — сотня Дороша і сотня Яреми з каральним відділом німецького гестапо силою 150 чоловік, що дало змогу здержати гестапівський відділ, який їхав палити села, і знищили його дощенту. Трофеями повстанців була велика кількість німецької автоматичної зброї та амуніції. В бою були ранені обидва командири УПА Дорош і Ярема.
- 18 липня 1943 — бій юнаків між Вількою і Яполоттю[15].

У 1941—1945 роках 70 жителів села загинули у лавах Червоної армії, які пропали безвісти, захоронені на території країн Східної та Центральної Європи. У 1941—1944 роках загинуло 67 осіб цивільного населення в селі. У 1941—1951 роках 90 вояків-жителів села, членів націоналістичного руху діяли на території краю
19 січня 1944 року визволено Тинного від німецько-фашистських загарбників. Тривалі і особливо кровопролитні бої йшли за визволення Сарн, як важливого залізнодорожного вузлу та стратегічного об'єкту та населених пунктів району. 11 січня 143-я та 397-а стрілецькі дивізії штурмом оволоділи Сарнами. Вони захопили значні трофеї — після чого 397-й стрілецькій дивізії було присвоєно почесне найменування «Сарненська». Відступаючи озвірілі фашисти розбилися на групи, щоб знищити дощенту окружні села. Група мотоциклістів направилася в Тинне, щоб його спалити разом з місцевими жителями. У лісі поблизу хутора Ставки їм завадили це зробити місцеві партизани-націоналісти, які відбили атаку окупантів. Фашисти переправилися через лід р. Случ у сусіднє село Кам'яне. Отож, саме ця дата вважається звільненням від гітлерівських загарбників.

#### Післявоєнний період
1945 року створена первинна сільська комсомольська організація, першими членами якої стали Ніна Бакунець, Іван Ковальчук і Степан Корінець.
У жовтні 1947 року усі діти почали навчатися у відбудованому панському маєтку до січня 2010 року. Тоді ж у жовтні 1947 року пройшли репресії проти «куркулів» та «підкуркульників». Сотні жителів села цілими сям'ями були засуджені та вивезені в ГУЛАГи.
1947 року запрацювала первинна комуністична партійна організація, створено два колгоспи — ім. XVIII партконференції (голова Григорій Омельковець) та ім. Тараса Шевченка — голова Максим Євтушин. 15 лютого 1949 року була завершена повна колективізація селянських земель. У грудні 1958 року обидва колгоспи об'єдналися в одне господарство, яке дістало назву ім. XXI з'їзду КПРС. Його очолив колишній директор Сарненської машинно-тракторної станції Герой соціалістичної праці Сергій Осокор. 1960 року до Тинненської сільської ради віднесено сусіднє село Зносичі.
1961 року відбувся судовий процес над віруючими-п'ятидесятниками. Вісім осіб — жителів села засудили до 10-15 років ув'язнення за «антирадянську агітацію та пропаганду». Ув'язнення відбували у північно-східних областях Росії (Воркута).
1965 року відкриття пам'ятника загиблим у роки Другої світової війни у 1941—1945 рр. Реконструйований у 1975 році. 1968 року об'єдналися колгоспи ім. XXI з'їзду КПРС і Перемога, діставши назву ім. 50-річчя Жовтня (голова Іван Павловський), у володіння якого було 11,789 гектарів угідь, з них — 6340 гектарів орної землі. 1969 року жителі села передплачували 4120 примірників газет і журналів.
1970 року за переписом у селі проживало у 1323 дворах 3276 людей, було збудовано 300 нових будинків, воно було повністю радіо- і електризоване. Діяли денні середня і початкова, вечірня і заочна школи, у яких 32 вчителі навчали 729 учнів, двоє дитячих ясел, лікарня, пологовий будинок, медичний пункт і аптека, двоповерховий будинок культури і клуб, три бібліотеки із фондом понад 10 тисяч книг, шість магазинів, комбінат побутового обслуговування, поштове відділення, хлібопекарня. У селі проживало п'ять матерів-героїнь: Христина Омельковець, Олександра Захарчук, Галина Лазарець, Олександра Омельковець і Ганна Царук.
9 лютого 1987 року в Афганістані загинув призовник із Тинного, воїн-інтернаціоналіст Юрій Гречан.

#### Сучасний стан
У жовтні 2000 року у загальноосвітній школі відкрито музейну історико-етнографічну кімнату «Берегиня». У серпні 2004 року відбулося освячення могили вояків УПА за участю голови Рівненської ОДА Василя Червонія. 2005 року Тинне побило рекорди з народжуваності в Україні: за рік тут народилося 168 дітей, померло — 39 осіб.
У травні 2007 року було видано книгу «Тинне над Случем» — автор Світлана Коток, рецензент голова Рівненського обласного краєзнавчого товариства — Іван Пащук.
19 листопада 2008 року почато будівництво нової школи. 19 січня 2010 року урочисте відкриття І черги нового приміщення ЗОШ І-ІІІ ст., за участю представників районної та обласної влади, народних депутатів України
2009 року та у жовтні 2010 в урочищі Лиса гора пройшли з'їзди гарцерів, церемонії вшанування воїнів, полеглих у перші дні ІІ світової війни (19-21 вересня 1939 року)за участю Консула Генерального Консульства Республіки Польща в Луцьку Томаша Яніка, представників Сарненської РДА, районної та сільської рад, учнів Тинненської ЗОШ І-ІІІ ст.
2 лютого 2017 року відбулося відкриття другої черги школи, на якому були присутні представники обласної та районної влади, батьки, вчителі. У жовтні 2017 до 75 річниці УПА встановлено пам'ятний знак, який присвятили воїнам УПА, які проходили вишкіл в першій школі для підготовки старшин ОУН «Холодний яр» (Тинне).

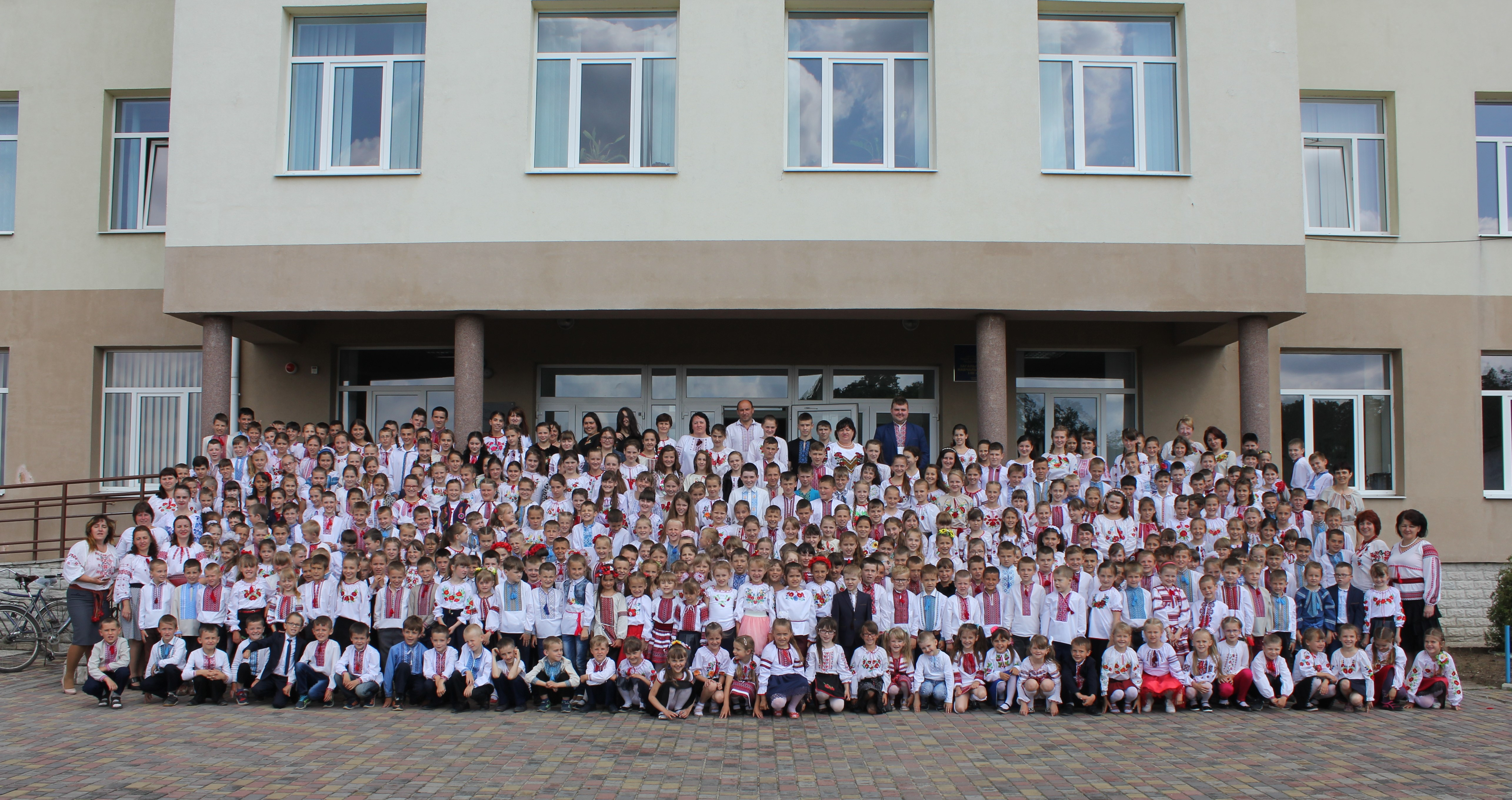
День вишиванки в Тинненській школі
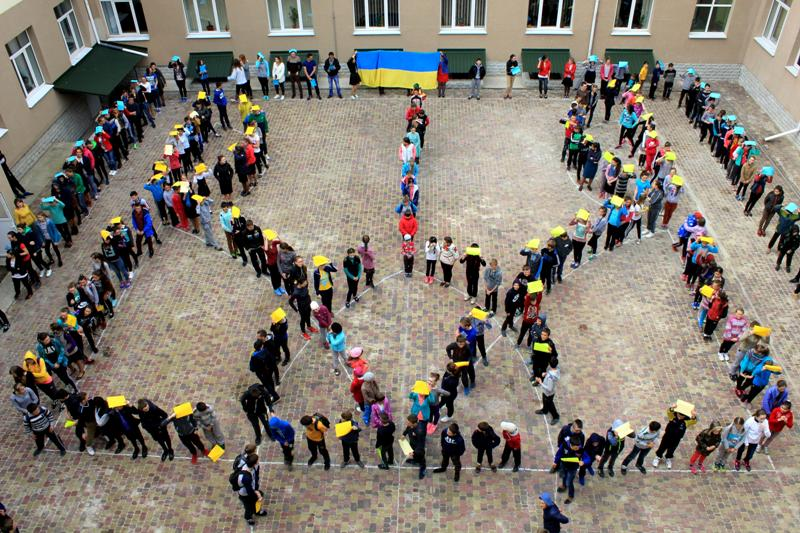
Знак тризуба у 2019 році
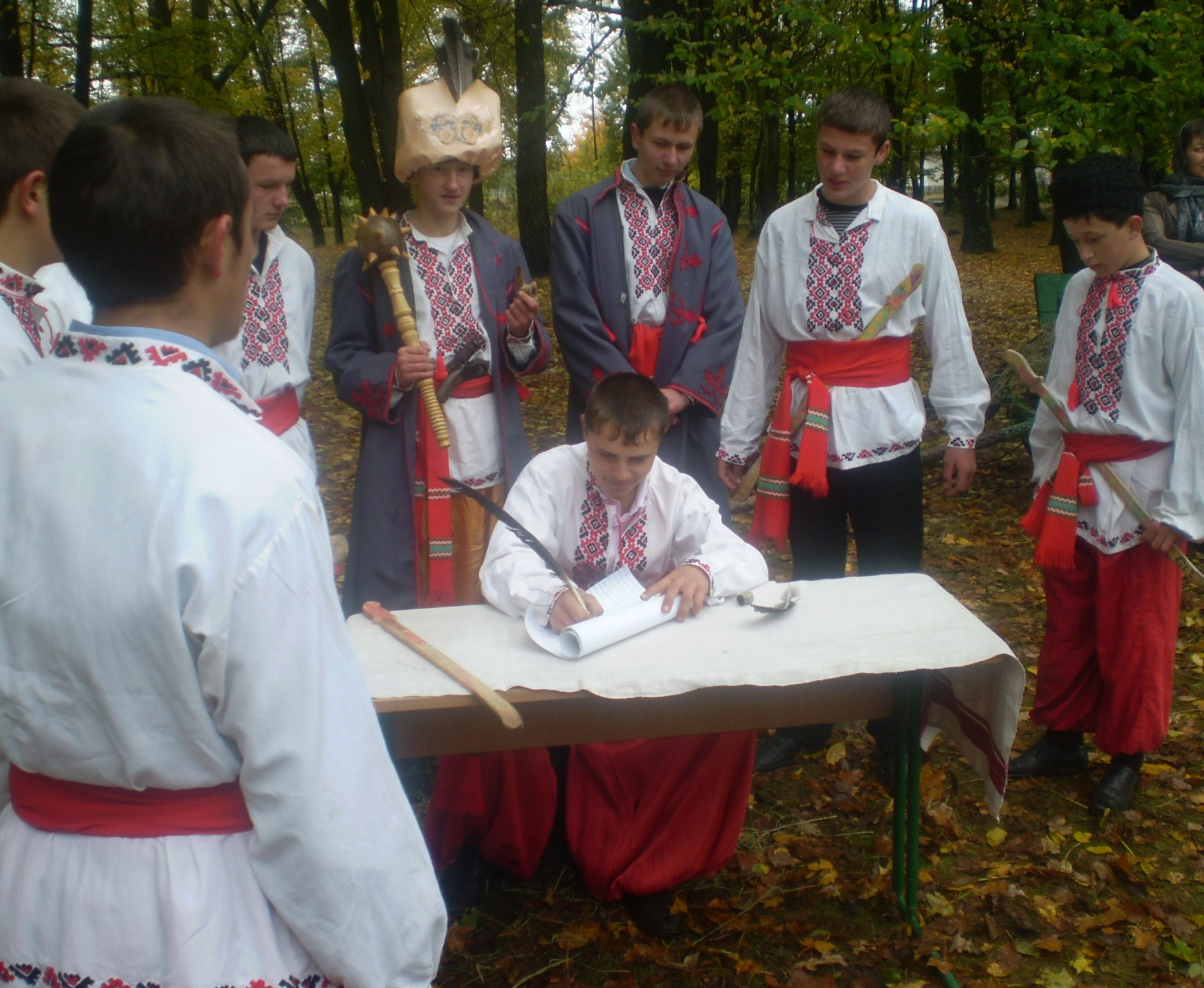
Як тинненські козаки листа писали…
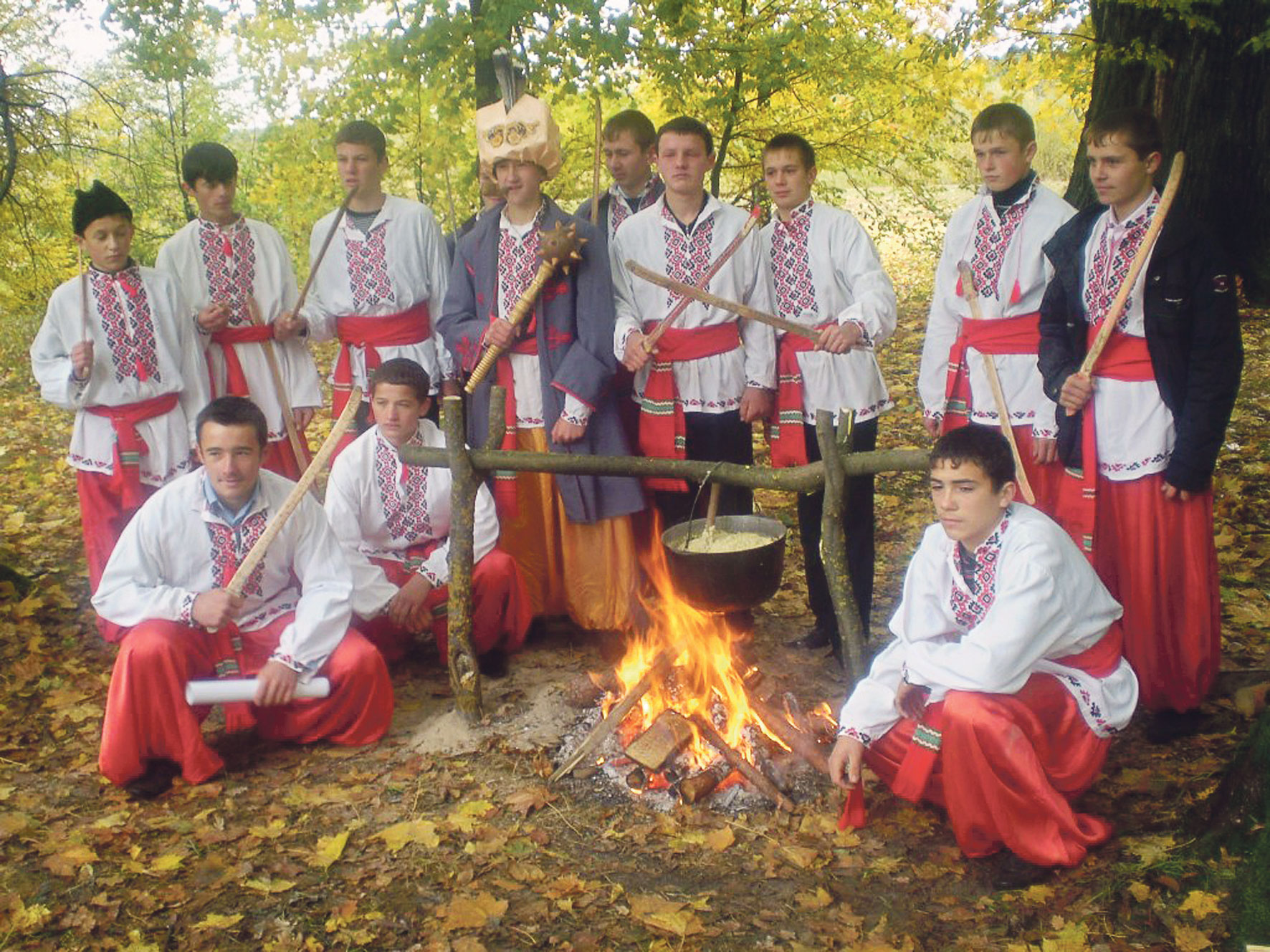
Тинненські козаки
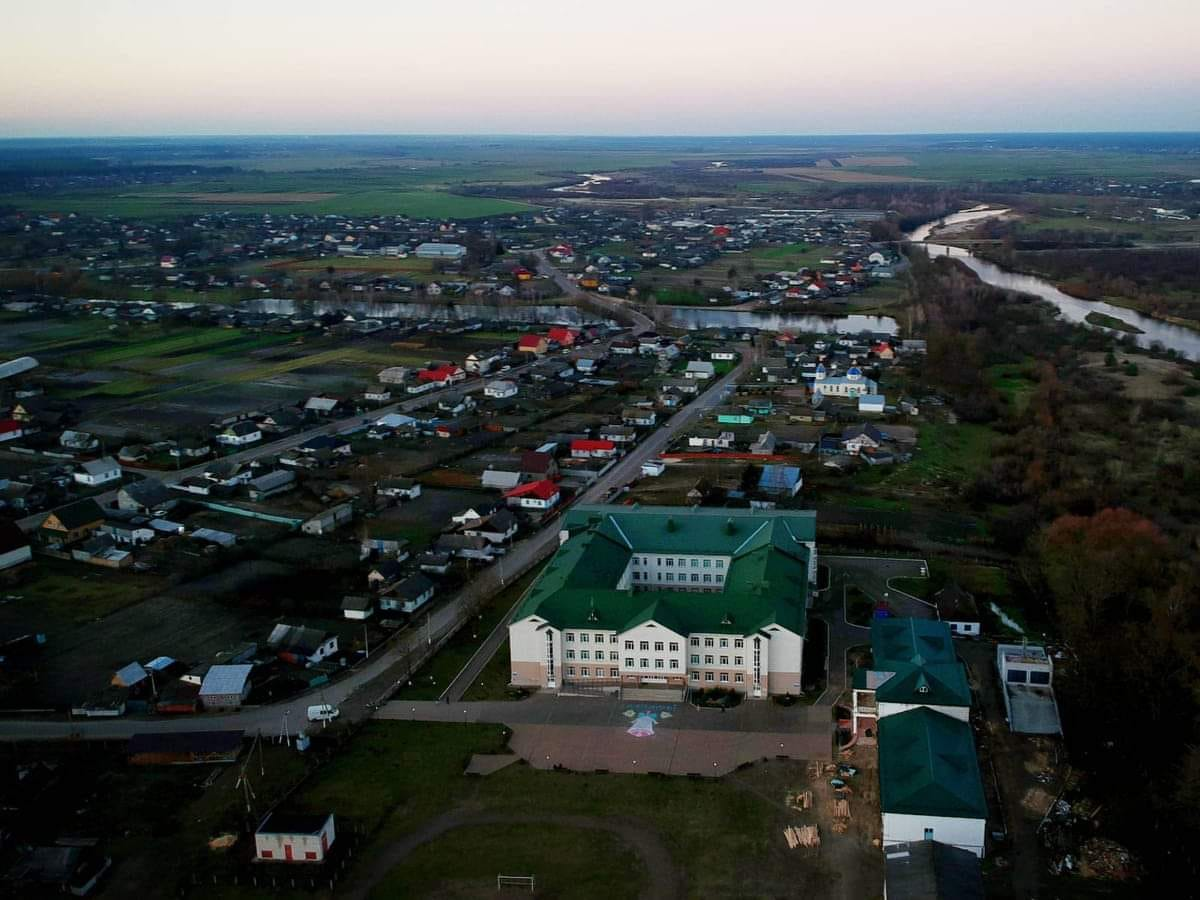
Тинне з висоти пташиного польоту

## Герб
У щиті, знижено скошеному зліва золотим і зеленим, поверх всього понижений лазуровий перев'яз зліва. У першій частині срібний лелека з чорними очима та кінчиками крил і червоними дзьобом та лапами. У другій частині золотий колос у перев'яз зліва, поверх нього зелене гроно калини із зеленим листям та червоними ягодами.

## Населення
Станом на 1859 рік, у Тинному налічувалося 86 дворів та 544 жителів (269 чоловіків і 275 жінок), з них 531 православний, 7 римо-католиків і 6 євреїв.
За переписом населення 2001 року в селі мешкали 4282 особи.

### Мова
Розподіл населення за рідною мовою за даними перепису 2001 року:
| Мова       | Відсоток |
| ---------- | -------- |
| українська | 99,68 %  |
| російська  | 0,28 %   |
| вірменська | 0,02 %   |

## Відомі люди
- Бакунець Степан Сидорович (ім'я при народженні — Олександр Шмалюх) — учасник національно-визвольної боротьби, боєць УПА, політичний в'язень, нагороджений орденом «За заслуги» III ступеня (2019).[29][30][31] Проживав у селі Кураш Дубровицького району.[29]
- Горбатюк Дем'ян Лаврентійович — український науковець, хірург-трансплантолог, лікар-морфолог-андролог, педагог, громадський діяч.
- Гречан Іван Маркіянович — лицар Золотого хреста бойової заслуги УПА 2 класу.
- Мичак Тимофій Семенович — український радянський діяч.
- Чекмановський Антін — письменник, журналіст, чоловік Галини Журби
- Царук В'ячеслав Іванович — хірург, м. Хмельницький

## Галерея

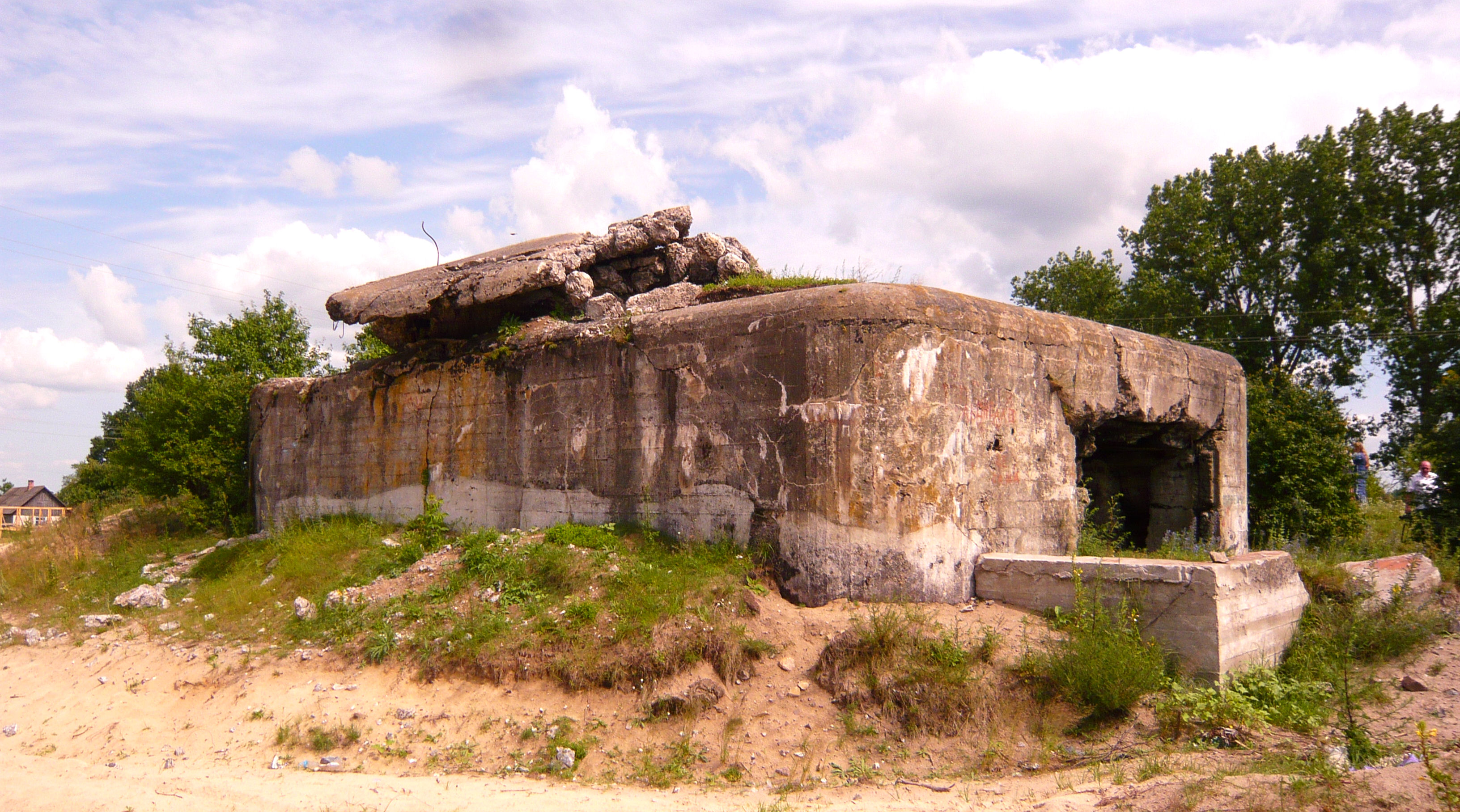
Бункер Яна Болбота в Тинному
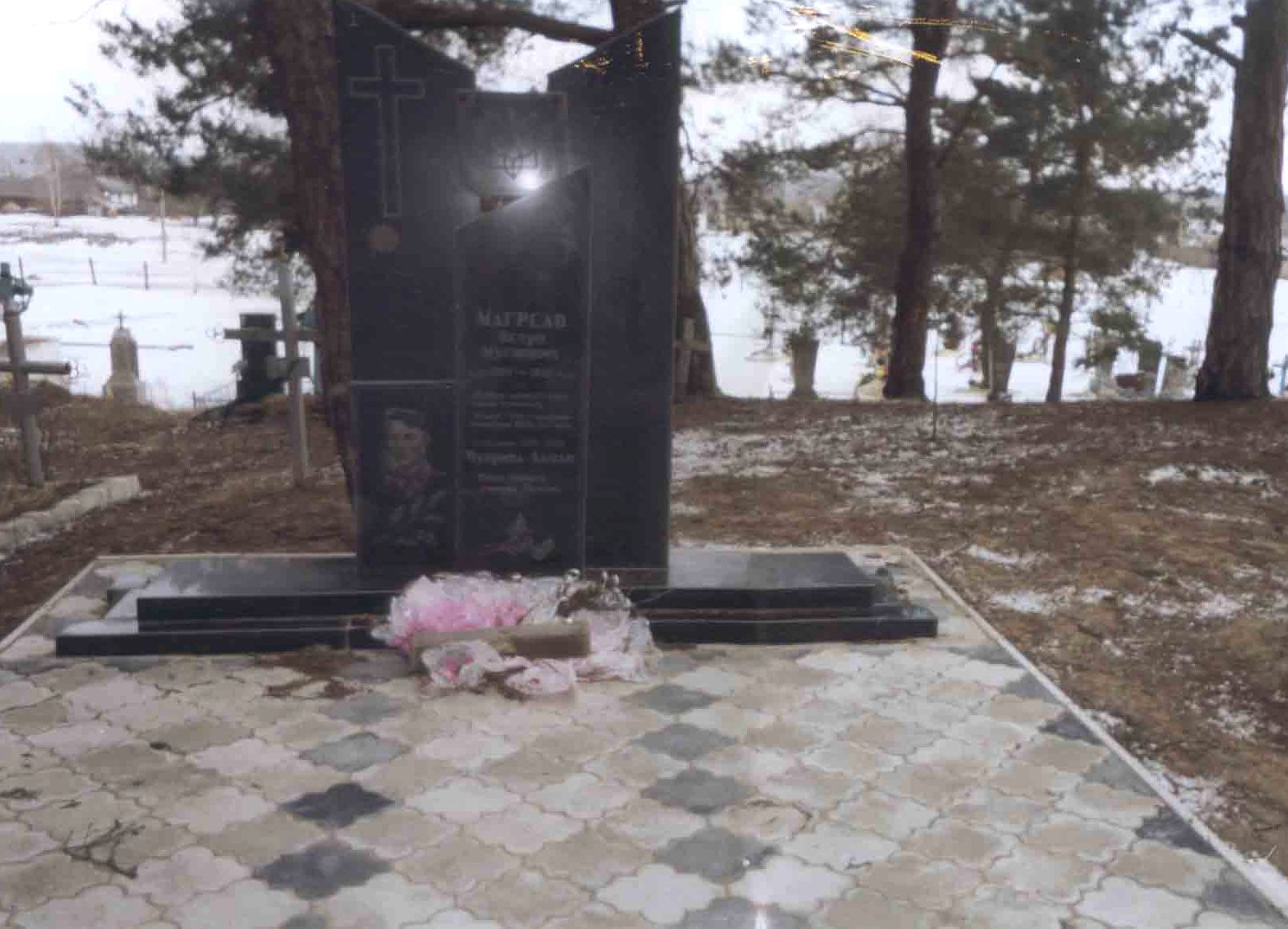
Поховання вояків УПА в Тинному
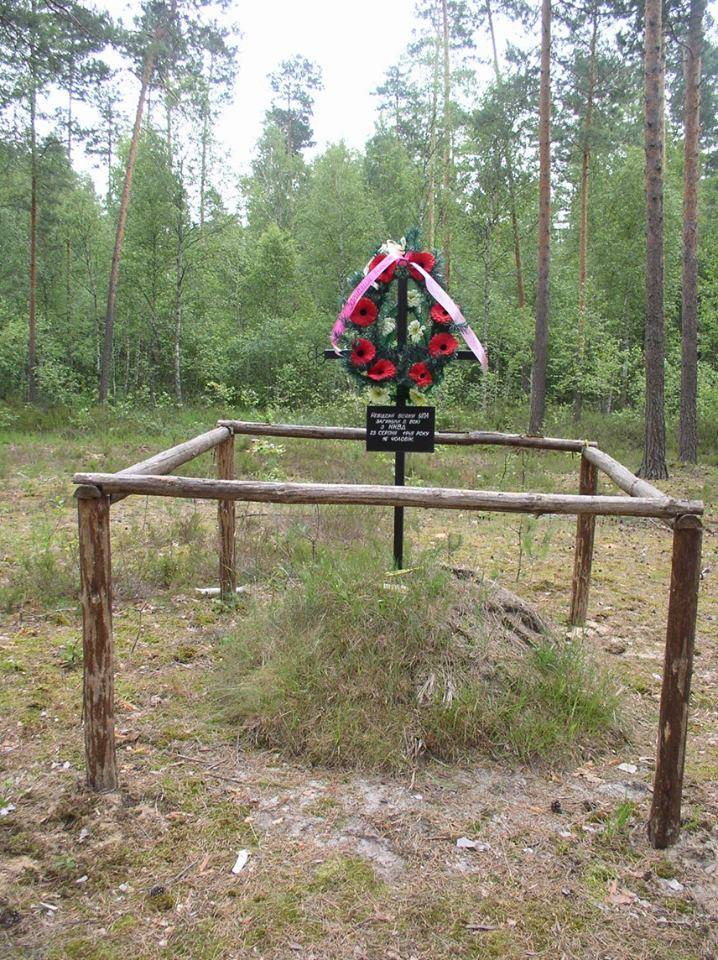
Могила вояків-останніх із штабу УПА. Загинули від рук НКВД 23 серпня 1945 року.
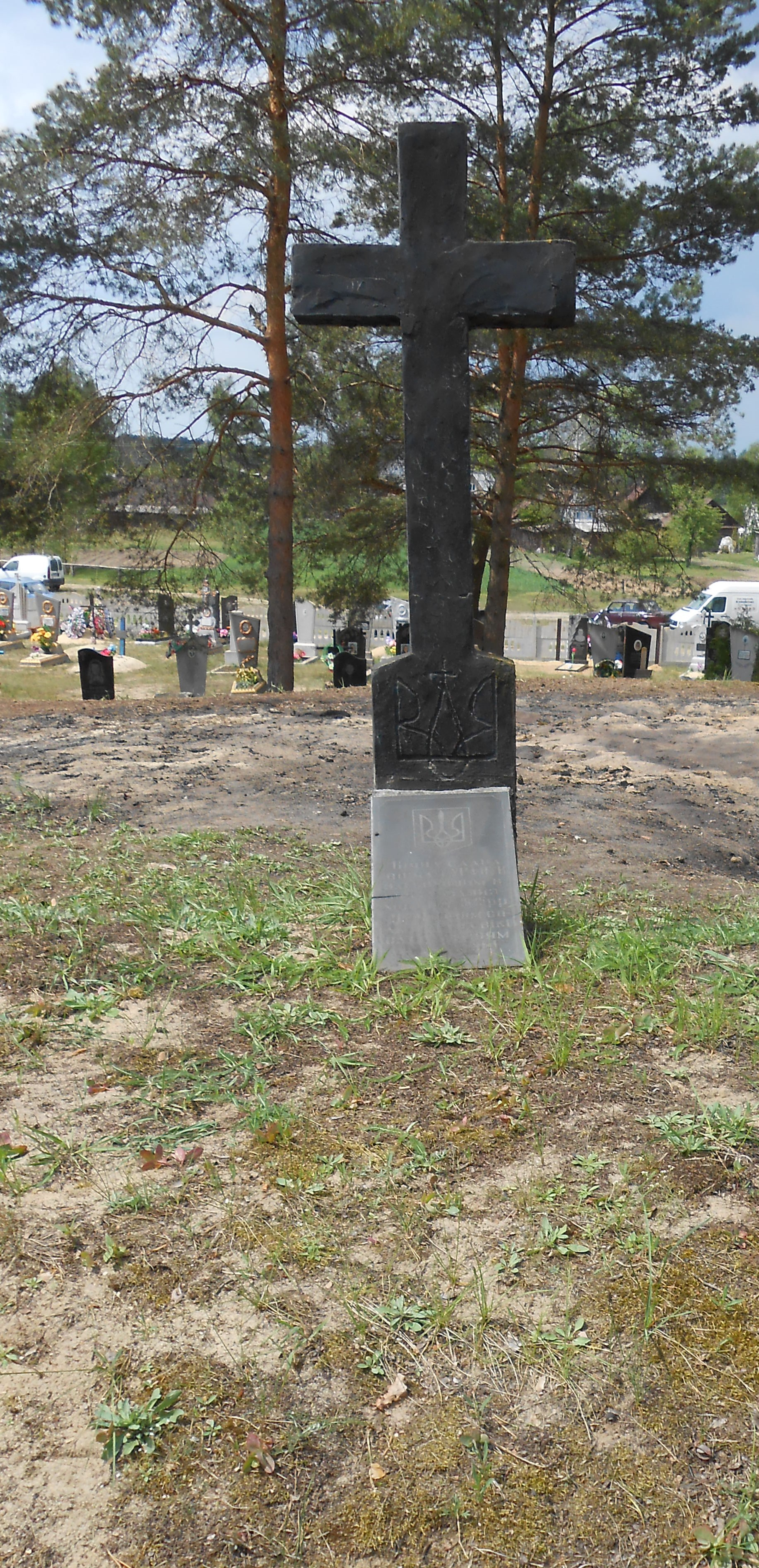
Братська могила вояків УПА, які загинули у бою з фашистами у 1942 році. с. Тинне